# Rozbělesy
Rozbělesy  (německy Rosawitz) je V. část statutárního města Děčína. Nachází se při levém břehu řeky Labe na jihu Děčína. V roce 2011 zde trvale žilo 364 obyvatel.
Rozbělesy leží v katastrálním území Podmokly o výměře 6,88 km².

## Historie
První písemná zmínka o obci pochází z roku 1352. Roku 1893 zde  německá čokoládovna Hartwig & Vogel z Drážďan založila svoji pobočku, po znárodnění známou jako Diana Děčín. Její objekty mezi Ústeckou ulicí a řekou Labe se dosud dochovaly.[zdroj⁠?!]

## Obyvatelstvo
| | 1869 | 1880 | 1890 | 1900 | 1910 | 1921 | 1930 | 1950 | 1961  | 1970  | 1980  | 1991 | 2001 | 2011 |
| --- | ---- | ---- | ---- | ---- | ---- | ---- | ---- | ---- | ----- | ----- | ----- | ---- | ---- | ---- |
| Obyvatelé | .    | .    | .    | .    | .    | .    | .    | .    | 2 012 | 1 769 | 1 368 | 569  | 462  | 364  |
| Domy | .    | .    | .    | .    | .    | .    | .    | .    | .     | 90    | 79    | 49   | 31   | 39   |
| Údaje z let 1869–1950 jsou zahrnuty v Podmoklech. Počet domů z roku 1961 je zahrnut v domech místní části Děčín. |      |      |      |      |      |      |      |      |       |       |       |      |      |      |

## Pamětihodnosti
- Kostel svatého Václava v Ústecké ulici
- Fara, dům čp. 440, Ústecká ulice[6]

## Galerie

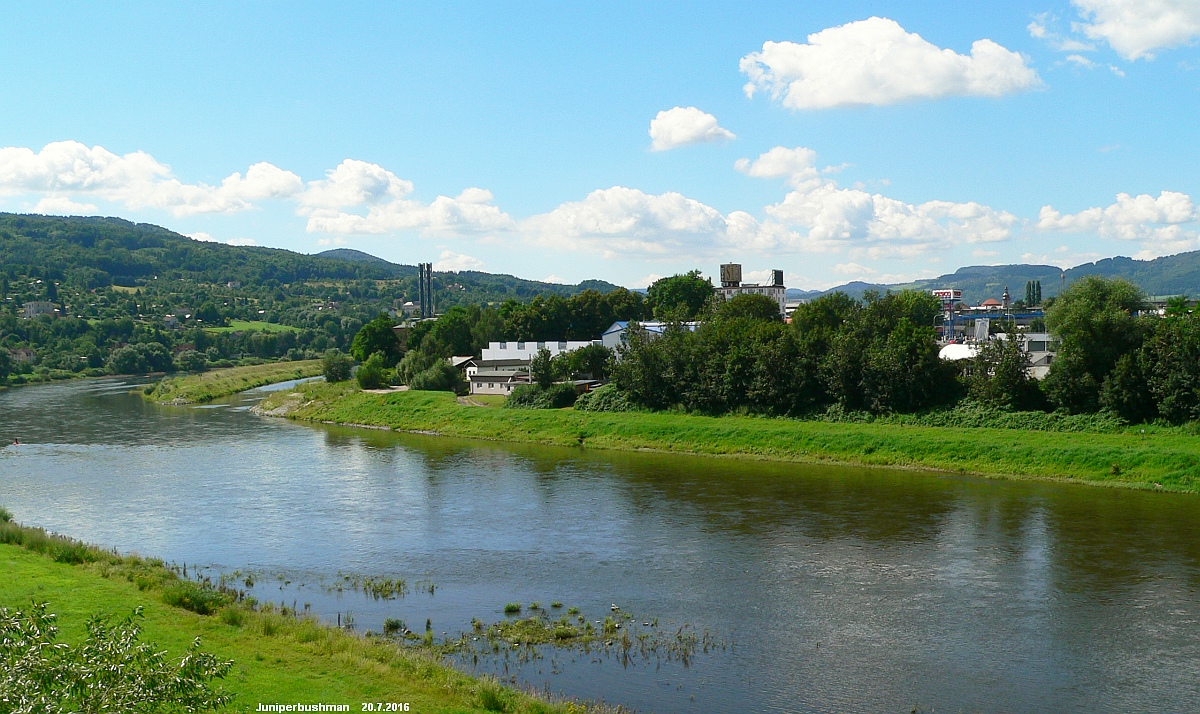
Pohled přes Labe na Rozbělesy s vyústěním zimního přístavu
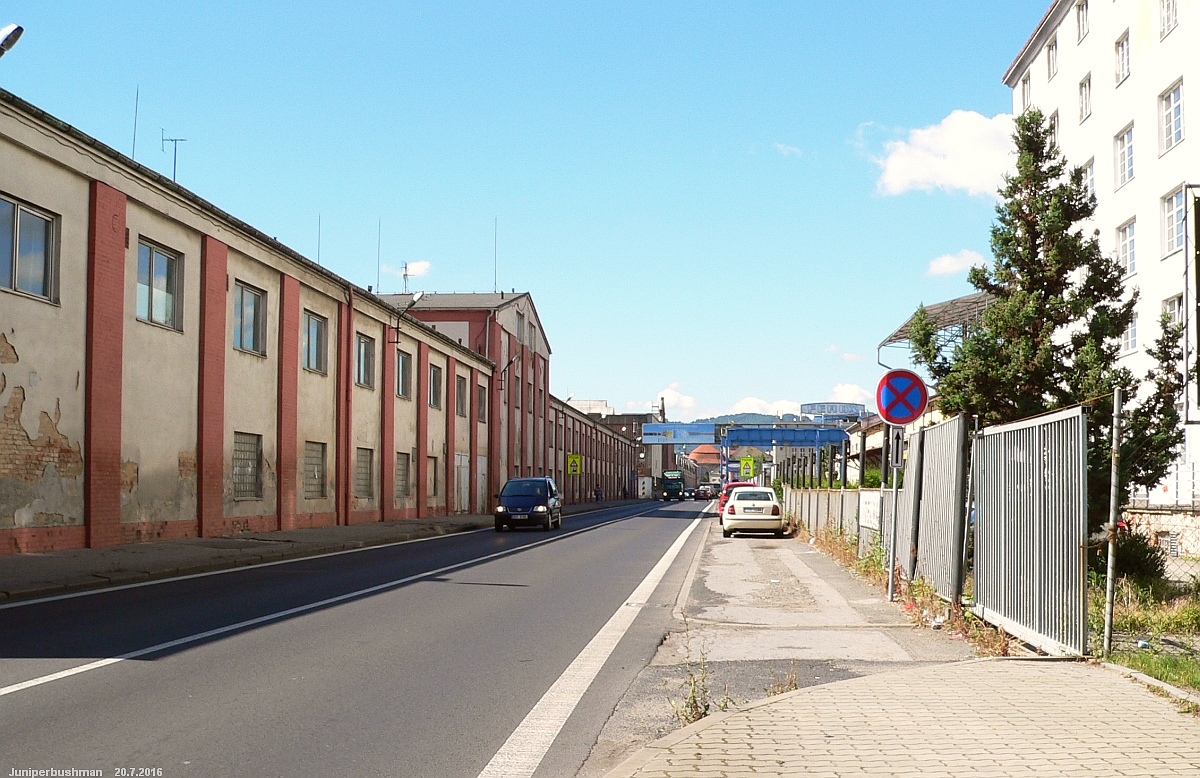
Ústecká ulice, osa Rozběles
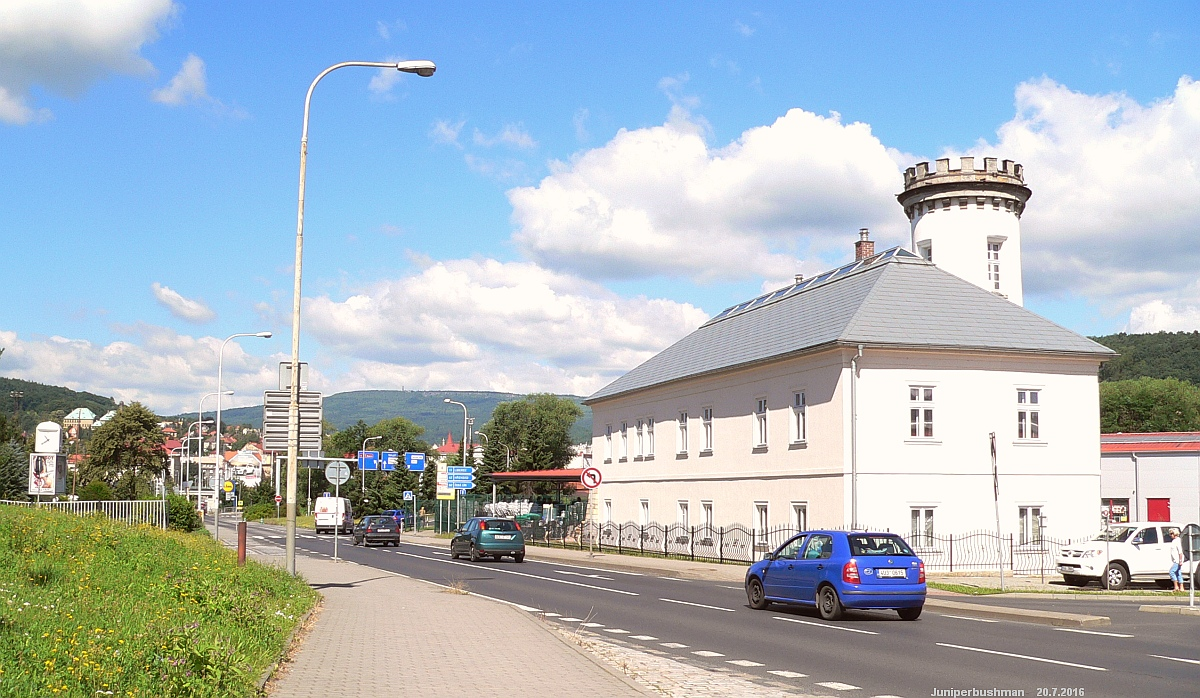
Budova bývalého poplužního dvora, nyní součást komplexu prodejny firmy Abrahám
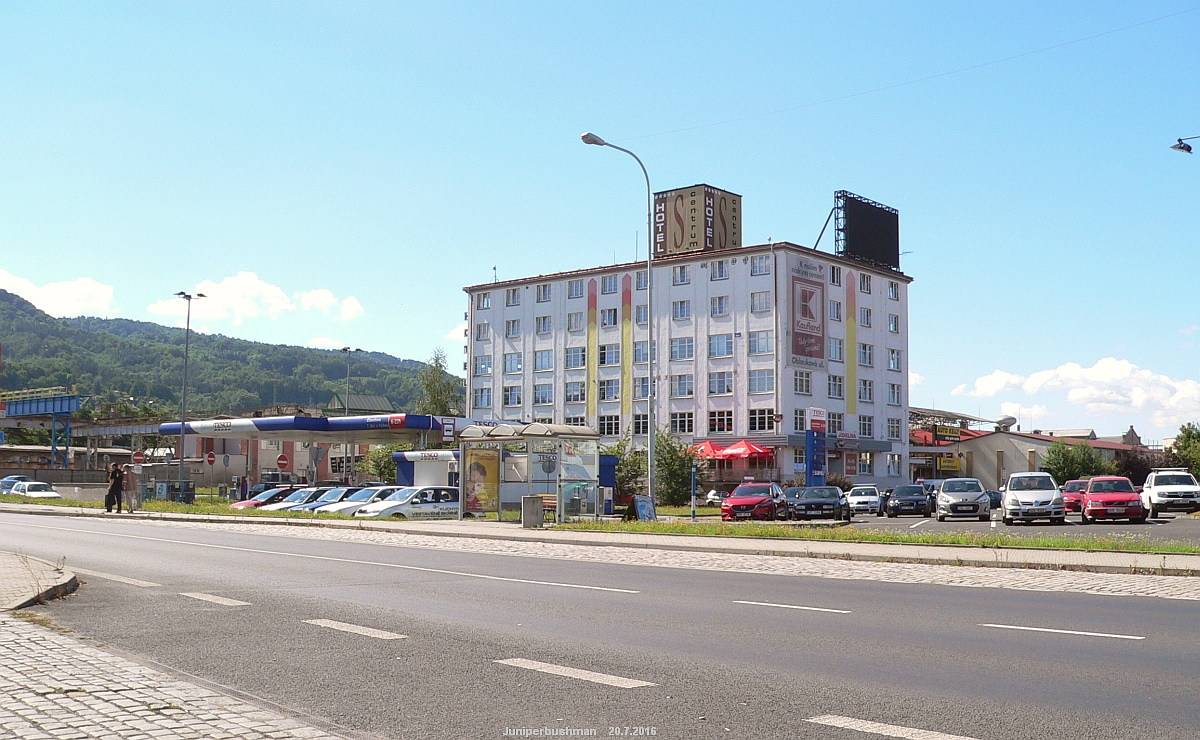
Bývalá Desta, nyní hotel